# Échelle Oechsle
L'échelle Oechsle permet de comparer la densité du moût de raisin, composé en majeures parties d'eau et de sucres (glucose et fructose), à celle de l'eau.
Elle a été inventée par Ferdinand Oechsle (de) (1774-1852), un ingénieur mécanicien de Pforzheim en Allemagne, et elle porte son nom.
Un degré Oechsle (1 ° Oe) correspond à une différence d'un gramme par litre (1 g/l) entre la masse volumique du liquide étudié à 20 °C et celle de l'eau qui, pour de l'eau pure à 20 °C vaut 998,203 g/l.
Par exemple, un moût qui a une masse volumique de 1 086 g/l titre 87,95 ° Oe.
L'échelle Oechsle est principalement utilisée dans la viticulture allemande, suisse, luxembourgeoise et alsacienne.

## Méthodologie
Pour des raisons pratiques, cette comparaison est faite indirectement.
On peut d'abord peser un volume connu de moût pour en déduire sa masse volumique. 
Cette méthode nécessite des instruments de mesure précis et sensibles et une quantité conséquente de liquide (pas forcément perdu). 
La conversion en degrés Oechsle est aisée (voir plus haut). 
On peut s'aider pour cela d'un pycnomètre et d'une balance de précision.

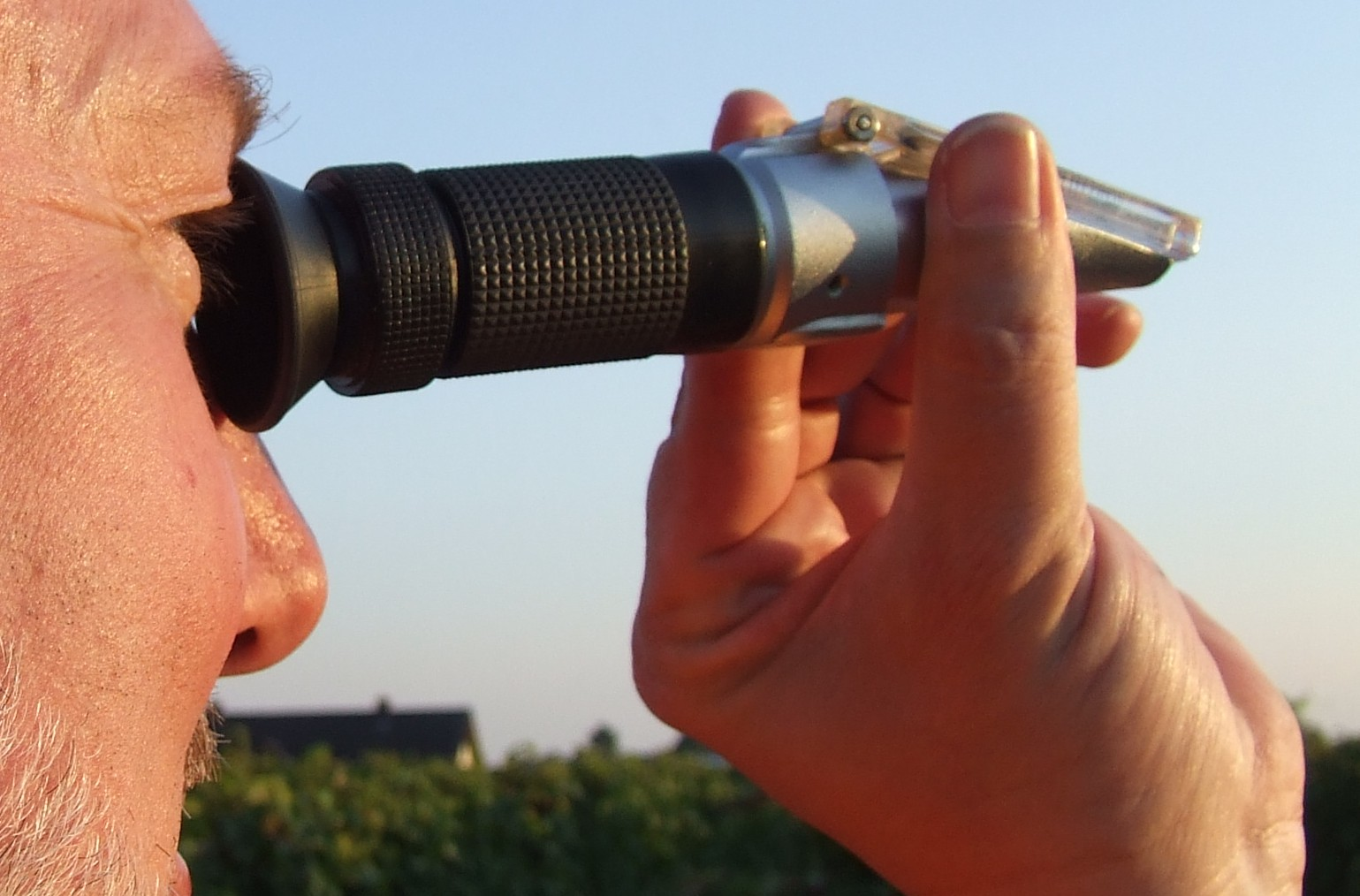
Un vigneron se servant d'un réfractomètre.

On peut ensuite, suivant le théorème d'Archimède, mesurer le volume de liquide déplacé par un flotteur de masse connue. 
Le calcul de la masse volumique reste accessible au commun des mortels et la conversion en degrés Oechsle aisée. 
Le volume de liquide nécessaire à la mesure est moindre que précédemment (quelques centimètres cubes dans une éprouvette). 
On peut s'affranchir de tout calcul en s'aidant d'un hydromètre calibré.
On peut enfin (et plus aisément sur le terrain) mesurer l'indice de réfraction du liquide étudié. 
Connaissant la relation entre cet indice et la composition de ce liquide, on peut en déduire le titre du liquide étudié. 
Le volume de liquide nécessaire à la mesure est encore moindre que précédemment (un centimètre cube dans l'appareil). 
On se sert pour cela d'un réfractomètre gradué dans l'échelle voulue, à lecture directe ou indirecte.

## Usages
Connaître la teneur en sucres du moût de raisin est d'une importance capitale pour le viticulteur. 
Elle permet notamment de statuer sur la maturité du raisin avant sa récolte et, de là, de programmer cette dernière ou de la retarder si souhaitable.
Connaissant la relation entre masse de sucres et masse résultante d'alcool après fermentation alcoolique, elle permet également de prédire le titre alcoométrique maximal que pourra avoir le vin produit par la suite.
Ces deux grandeurs peuvent être des critères conditionnant les appellations réglementées (AOC et autres) des vins du monde entier.

## Autres échelles en usage
- En Autriche, en Hongrie, en Italie et, plus généralement, dans les territoires jadis sous influence austro-hongroise, c'est l'échelle Klosterneuburger Mostwaage (KMW) (littéralement : balance à moût de Klosterneuburg) qui est en usage (1 KMW vaut environ 5 ° Oe). Elle est également connue sous le nom d'échelle Babo dans l'ancien Bloc de l'Est.
- En République tchèque et en Slovaquie, c'est l'échelle Normalizovaný Moštomer (littéralement : mesure du moût normalisée) qui est en vigueur. 1 ° NM correspond à 1 kg de sucres dans cent litres de moût.
- En France[3], en Espagne et aux États-Unis, c'est l'échelle Baumé qui reste en usage.
- Dans les pays anglophones et notamment dans le Nouveau Monde, c'est l'échelle de Brix qui est utilisée.

Toutes ces échelles sont comparables, les différences étant plus culturelles que significatives. 
Elles sont toutes aussi valides l'une que l'autre pour mesurer la densité du moût de raisin et autres liquides sucrés. 
Néanmoins, les relier les unes aux autres par des formules mathématiques ne peut qu'être assez compliqué. 
De ce fait, on trouve plutôt des tableaux donnant la correspondance entre elles :
| Densité à 20 °C | Indice de réfraction ou °Brix | Échelle Oechsle | Échelle KMW ou Babo | Échelle Baumé | Teneur en sucres | Alcool potentiel |
| --------------- | ----------------------------- | --------------- | ------------------- | ------------- | ---------------- | ---------------- |
| (sans unité)    | % masse                       | °Oe             | KMw                 | °Bé           | g/l              | % vol.           |
| 1,0371          | 10                            | 37,1            | 7,61                | 5,2           | 82,3             | 4,9              |
| 1,0412          | 11                            | 41,2            | 8,48                | 5,7           | 92,9             | 5,5              |
| 1,0454          | 12                            | 45,4            | 9,34                | 6,3           | 103,6            | 6,2              |
| 1,0495          | 13                            | 49,5            | 10,19               | 6,8           | 114,3            | 6,8              |
| 1,0538          | 14                            | 53,8            | 11,07               | 7,4           | 125,1            | 7,4              |
| 1,0580          | 15                            | 58,0            | 11,93               | 7,7           | 134,9            | 8,1              |
| 1,0600          | 15,4                          | 60,0            | 12,35               | 8,2           | 140,0            | 8,4              |
| 1,0623          | 16                            | 62,3            | 12,82               | 8,5           | 147,0            | 8,7              |
| 1,0650          | 16,62                         | 65,0            | 13,37               | 8,8           | 154,0            | 9,14             |
| 1,0666          | 17                            | 66,6            | 13,70               | 9,0           | 158,1            | 9,40             |
| 1,0700          | 17,77                         | 70,0            | 14,40               | 9,0           | 166,8            | 9,91             |
| 1,0710          | 18                            | 71,0            | 14,60               | 9,6           | 169,3            | 10,10            |
| 1,0754          | 19                            | 75,4            | 15,51               | 10,1          | 180,5            | 10,70            |
| 1,0800          | 20                            | 80,0            | 16,46               | 10,7          | 191,9            | 11,40            |
| 1,0842          | 21                            | 84,2            | 17,33               | 11,2          | 203,3            | 12,10            |
| 1,0886          | 22                            | 88,6            | 18,23               | 11,8          | 214,8            | 12,8             |
| 1,0900          | 22,3                          | 90,0            | 18,52               | 12,0          | 218,5            | 13,00            |
| 1,0932          | 23                            | 93,2            | 19,18               | 12,3          | 226,4            | 13,50            |
| 1,0950          | 23,4                          | 95,0            | 19,55               | 12,5          | 231,0            | 13,72            |
| 1,0978          | 24                            | 97,8            | 20,12               | 12,9          | 238,2            | 14,20            |
| 1,1000          | 24,43                         | 100,0           | 20,57               | 13,1          | 243,1            | 14,45            |
| 1,1029          | 25                            | 102,9           | 21,17               | 13,5          | 249,7            | 14,80            |
| 1,1050          | 25,45                         | 105,0           | 21,60               | 13,7          | 254,9            | 15,15            |
| 1,1075          | 26                            | 107,5           | 22,12               | 14,0          | 261,1            | 15,50            |
| 1,1100          | 26,51                         | 110,0           | 22,63               | 14,3          | 267,3            | 15,9             |
| 1,1124          | 27                            | 112,4           | 23,13               | 14,6          | 273,2            | 16,20            |
| 1,1150          | 27,56                         | 115,0           | 23,66               | 14,8          | 279,6            | 16,61            |
| 1,1170          | 28                            | 117,0           | 24,07               | 15,1          | 284,6            | 16,90            |
| 1,1200          | 28,61                         | 120,0           | 24,69               | 15,5          | 292,0            | 17,35            |
| 1,1219          | 29                            | 121,9           | 25,08               | 15,7          | 296,7            | 17,60            |
| 1,1250          | 29,63                         | 125,0           | 25,72               | 16,0          | 304,4            | 18,08            |
| 1,1268          | 30                            | 126,8           | 26,09               | 16,2          | 308,8            | 18,40            |
| 1,1300          | 30,66                         | 130,0           | 26,75               | 16,6          | 316,8            | 18,82            |
| 1,1316          | 31                            | 131,6           | 27,08               | 16,8          | 320,8            | 19,10            |
| 1,1350          | 31,70                         | 135,0           | 27,78               | 17,1          | 329,2            | 19,56            |
| 1,1365          | 32                            | 136,5           | 28,09               | 17,3          | 332,9            | 19,80            |
| 1,1416          | 33                            | 141,6           | 29,14               | 17,9          | 345,7            | 20,50            |
| 1,1465          | 34                            | 146,5           | 30,14               | 18,4          | 357,7            | 21,30            |